# Società Sportiva Calcio Napoli 2021-2022
Questa voce raccoglie le informazioni riguardanti la Società Sportiva Calcio Napoli nelle competizioni ufficiali della stagione 2021-2022.

## Stagione
Dopo la conclusione del torneo 2020-2021, chiuso al quinto posto con la qualificazione in Champions League sfumata all'ultimo turno, il Napoli ingaggia Luciano Spalletti per la panchina. L'ex tecnico di Roma, Inter e Zenit San Pietroburgo, tra le altre, dopo due stagioni fermo, viene chiamato in sostituzione di Gattuso, il cui rinnovo di contratto non è stato esercitato. A parte i ritorni dai prestiti, il Napoli acquista Juan Jesus, svincolatosi dalla Roma, come quarto difensore centrale, e Anguissa, ex centrocampista del Fulham; mentre Maksimovic e Hysaj, a contratto in scadenza, lasciano la squadra. Nelle amichevoli in occasione del ritiro a Dimaro, la squadra esordisce nel 12-0 contro la Bassa Anaunia, successo seguito poi dalla vittoria per 1-0 contro la Pro Vercelli. Prende poi parte all'Audi Cup come quattro anni prima (in cui vinse la finale per il terzo posto contro il Bayern Monaco per 2-0, dopo aver perso per 2-1 la semifinale contro l'Atlético Madrid): affronta di nuovo la squadra tedesca (campione del mondo in carica) e vince per 3-0, conquistando così il torneo pre-campionato. In seguito, la squadra affronta il Wisla Cracovia in un'amichevole per celebrare il 115º anniversario della squadra polacca, vincendo per 2-1, poi nel ritiro a Castel di Sangro vince le partite contro l'Ascoli con lo stesso risultato e contro il Pescara per 4-0, ma a settembre perde per 5-1 la prima e unica amichevole contro il Benevento, disputata durante la pausa per le competizioni per nazionali con i calciatori non convocati dalle rispettive federazioni.

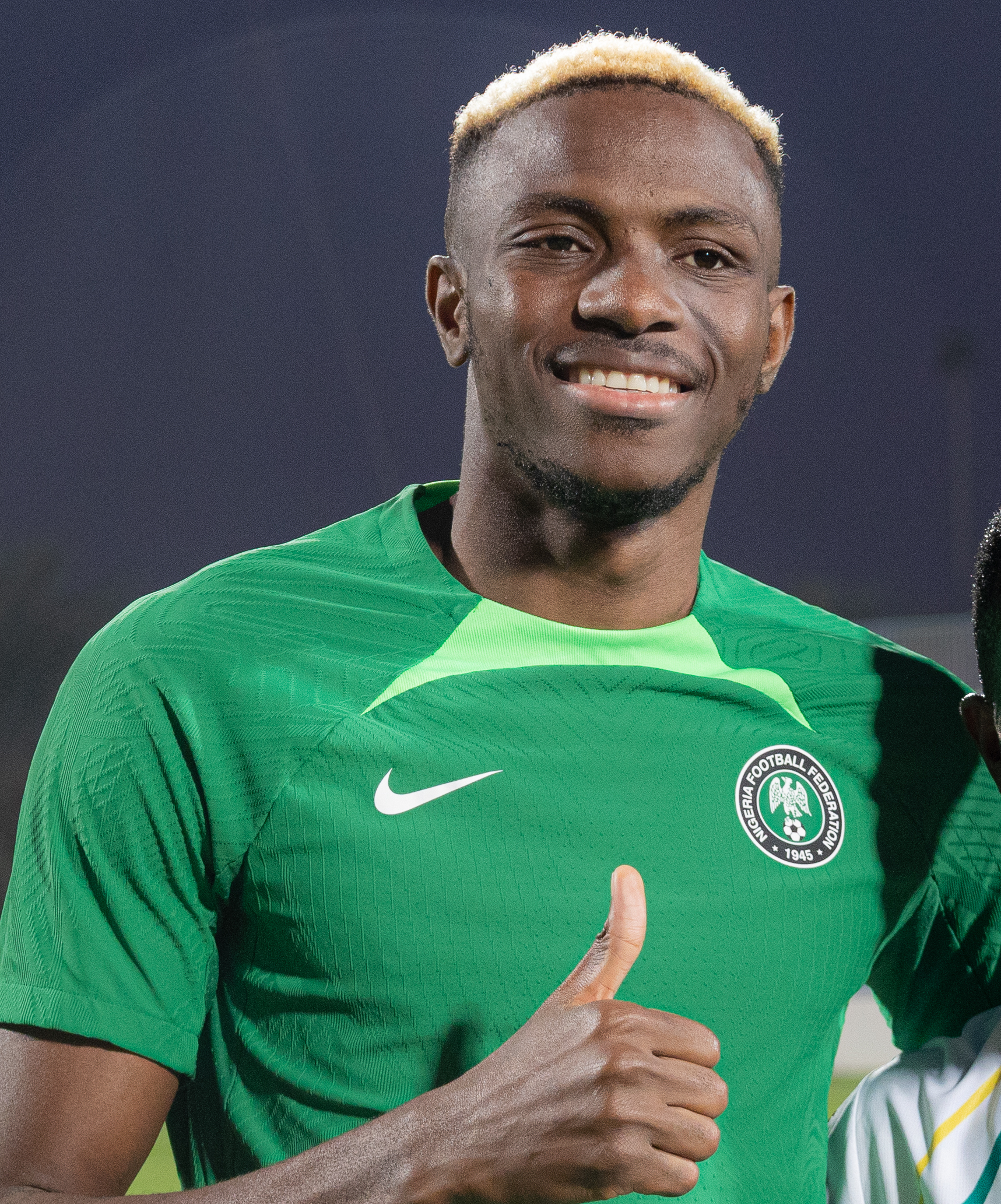
Il numero nove Victor Osimhen, capocannoniere stagionale del Napoli con 18 gol, viene eletto miglior giovane del campionato ai Premi Lega Serie A

In Europa League i partenopei vengono sorteggiati nel gruppo C con un misto di nuove avversarie e vecchie conoscenze: per la prima volta ha come avversaria gli inglesi del Leicester City (una delle avversarie più competitive della seconda fascia), mentre affronta di nuovo i russi dello Spartak Mosca a trent'anni dall'eliminazione ai rigori agli ottavi di finale di Coppa dei Campioni e i campioni di Polonia del Legia Varsavia dopo sei anni. Inizia fuori casa proprio contro il Leicester, contro il quale strappa un pareggio per 2-2 in rimonta dopo essere stato sotto di due gol, seguito da una sconfitta in casa per 3-2 contro lo Spartak Mosca nonostante il gol lampo di Elmas dopo dodici secondi, il più rapido in Europa League per una squadra italiana. Trova i primi successi nella doppia sfida con il Legia, fino ad allora primo nel girone a 6 punti, scavalcandolo e trovandosi in testa, ma alla penultima giornata, un'altra sconfitta con lo Spartak Mosca (2-1) obbliga il Napoli a vincere contro il Leicester per superare il girone. La squadra italiana vince per 3-2, passando così il girone a pari merito con lo Spartak Mosca con 10 punti (frutto di tre vittorie, un pareggio e due sconfitte), ma rimane sotto i russi per i risultati sfavorevoli negli scontri diretti, accedendo così ai sedicesimi-spareggio, nei quali pescano il Barcellona, privo dopo diciassette anni della stella Messi. In campionato vince le prime quattro partite, compreso il big match contro la Juventus per 2-1, e il 20 settembre, unica squadra ancora a punteggio pieno, conquista la vetta solitaria della classifica ad oltre tre anni di distanza dall'ultima volta (era l'11 marzo del 2018). Con la vittoria del 23 settembre in casa della Sampdoria per 4-0, Spalletti realizza il record della migliore partenza di un allenatore alla stagione di esordio sulla panchina dei partenopei. Con la vittoria interna contro il Torino per 1-0 i partenopei vincono l'ottava partita consecutiva su otto in campionato, eguagliando la migliore partenza della loro storia di quattro anni prima, quando sulla panchina degli azzurri sedeva Maurizio Sarri.
Alla nona giornata arriva il primo pareggio in campionato in casa della Roma, e i partenopei vengono raggiunti in vetta alla classifica dal Milan, con il quale resta appaiato, nonostante la sconfitta per 3-2 nello scontro diretto in casa dell'Inter campione d'Italia alla tredicesima giornata, la prima sconfitta in campionato della stagione. Il 29 novembre, giorno in cui si celebra l’anniversario della morte di Diego Armando Maradona, gli azzurri battono a Fuorigrotta la Lazio per 4-0 nella gara valevole per la quattordicesima giornata di Serie A e, grazie alla contemporanea sconfitta interna del Milan contro il Sassuolo per 3-1, tornano in vetta alla classifica in solitaria dopo sei giornate. In seguito, però, il Napoli scivola al quarto posto dopo due sconfitte interne consecutive contro l'Atalanta (3-2) e la sorpresa Empoli (1-0), complice anche una serie di infortuni nel corso delle partite recenti. Con la vittoria sul Milan fuori casa nello scontro diretto per 1-0, la squadra di Spalletti risale al secondo posto a pari merito proprio con i rossoneri e a quattro punti dall'Inter capolista (diventata intanto campione d'inverno in seguito al successo degli azzurri sul campo dei rivali cittadini). A causa della sconfitta interna per 1-0 contro lo Spezia, la terza consecutiva nelle gare interne di campionato, il Napoli chiude il girone d'andata al terzo posto con 39 punti: al giro di boa, la squadra allenata da Spalletti ha migliorato di cinque punti il girone di andata dell'anno precedente (concluso, infatti, a 34 punti), inserendosi nel pieno della lotta scudetto.
Nonostante l'eliminazione precoce in Coppa Italia agli ottavi contro la Fiorentina (5-2 dopo i supplementari, tra l'altro rimasto in nove a causa di due espulsioni, dopo il 2-2 dei tempi regolamentari), il girone di ritorno degli azzurri inizia bene, con due pareggi per 1-1 nei big match contro la Juventus a Torino e l'Inter in casa, dopodiché conquista quattro vittorie di fila (in casa contro Sampdoria per 1-0 e Salernitana per 4-1, e in trasferta contro Bologna e Venezia entrambe per 2-0). Ciononostante, a causa del pareggio esterno con il Cagliari, fallisce l'aggancio al primo posto e il 24 febbraio esce anche dall'Europa League contro il Barcellona (1-1 in Spagna e sconfitta per 4-2 in casa), ma l'aggancio in classifica è stato solo rinviato, in quanto la giornata successiva il successo all'Olimpico sulla Lazio per 2-1 consente ai partenopei di raggiungere il Milan (che nel frattempo ha pareggiato contro l'Udinese, mentre l’Inter contro il Genoa). Nello scontro diretto in casa con i rossoneri, la squadra azzurra perde 1-0 e scivola a -3 dalla vetta, recuperando poi terreno con tre vittorie di fila contro Verona, Udinese (entrambe per 2-1) e Atalanta (per 3-1), approfittando dunque del passo falso della capolista contro il Bologna. Giunge però un nuovo periodo di calo, con le sconfitte contro Fiorentina ed Empoli, quest'ultimo vincitore in rimonta per 2-3, e il pareggio 1-1 contro la Roma, e gli azzurri, tagliati fuori dalla lotta scudetto, devono rivedere i propri obiettivi. Contro l'Empoli, inoltre, il Napoli ha subito tre gol in sette minuti dopo un vantaggio iniziale di due reti, cosa che non accadeva dalla partita persa 3-5 contro il Torino dopo un vantaggio di tre reti, 80 anni prima. La partita successiva contro il Sassuolo è tuttavia l'esatto opposto, con una vittoria per 6-1, di cui quattro gol fatti solo nei primi venti minuti, e il risultato riporta il Napoli in Champions League dopo due anni e con tre partite d'anticipo, anche grazie al pareggio della Roma con il Bologna.
A questo si aggiungono altre tre vittorie di fila contro il Torino (0-1), il Genoa che retrocede come risultato di questa partita (3-0) e lo Spezia (0-3), chiudendo il girone di ritorno con 40 punti, la seconda squadra migliore di quel periodo, e a fine campionato, il Napoli è terzo con 79 punti, due in più dell'anno prima, con dodici gol fatti in meno (74 contro gli 86 dell'anno prima) e dieci gol presi in meno, 31, rendendolo anche la migliore difesa del torneo a pari merito con il Milan che diventa campione d'Italia.

## Divise e sponsor
Dopo sei stagioni consecutive, il Napoli interrompe unilateralmente il rapporto con lo sponsor tecnico Kappa, optando per divise autoprodotte in collaborazione con Armani, curatore dello stile attraverso il marchio EA7 che debutta così nel mondo del calcio. Il contratto viene tuttavia stipulato in ritardo, tanto che nel precampionato la squadra riutilizza il vecchio materiale Kappa e solo il 19 agosto 2021, a tre giorni dall'esordio in campionato, viene ufficializzato l'accordo con il nuovo fornitore tecnico e annessa presentazione delle divise.
Queste sono tutte contraddistinte da un template con scollo a V, mentre, per quanto riguarda i colori, la prima divisa è del classico colore azzurro, con colletto e inserti su spalle e bordini di colore blue navy; la seconda divisa è bianca con dettagli oro; la terza divisa, denominata "Flames kit", ha un fondo blu sul quale si stagliano fiamme di diverse tonalità d'azzurro; infine, la quarta divisa è rossa con dettagli azzurri. Le divise portieri invece sono rispettivamente di colore verde e arancione, con una trama fiammeggiante e inserti blue navy. Vengono realizzate anche cinque divise speciali: una per Halloween, totalmente nera, con il disegno di una ragnatela sulla maglia e quattro «con il volto stilizzato di Maradona sovrapposto al segno di un'impronta digitale» per commemorare il campione argentino.
Gli sponsor ufficiali sono i confermati Acqua Lete come sponsor principale, alla diciassettesima stagione, e MSC Crociere come secondo sponsor, al sesto anno oltreché terzo consecutivo; infine debuttano Amazon, come sponsor di manica e, a stagione in corso, Floki, un marchio di meme token, come sponsor posteriore.
Divise ordinarie
| Casa | Trasferta | Terza | Quarta |

Divise Europa League
| Casa | Trasferta | Terza | Quarta |

Divise Speciali
| Halloween | Maradona Game "Blu" | Maradona Game "Bianca" | Maradona Game "Azzurra" | Maradona Game "Rossa" |

## Organigramma societario
Area direttiva
- Presidente: Aurelio De Laurentiis
- Vicepresidente: Jacqueline Baudit
- Vicepresidente: Edoardo De Laurentiis
- Consigliere Delegato: Andrea Chiavelli

Area organizzativa
- Direttore Amministrativo: Laura Belli
- Direttore Processi Amministrativi e Compliance: Antonio Corrado
- Segretario: Davide Iorio

Area Marketing
- Head of operations, sales & marketing: Alessandro Formisano

Area Comunicazione
- Dir. Area Comunicazione: Nicola Lombardo
- Addetto Stampa: Guido Baldari

Area Tecnica
- Direttore Sportivo: Cristiano Giuntoli
- Team Manager: Giuseppe Santoro
- Allenatore: Luciano Spalletti
- Vice allenatore: Marco Domenichini
- Preparatore atletico: Francesco Sinatti
- Preparatore atletico: Francesco Cacciapuoti
- Match analyst: Simone Beccaccioli
- Collaboratore tecnico: Francesco Calzona
- Collaboratore tecnico: Daniele Baldini
- Preparatore dei portieri: Alejandro Rosalen López

Area Medica
- Responsabile Staff Medico: dottor Raffaele Canonico
- Assistente Staff Medico: Vincenzo Corrado

## Rosa
Rosa e numerazione aggiornate al 23 gennaio 2022.
| N. |                               | Ruolo | Calciatore      |
| -- | ----------------------------- | ----- | --------------- |
| 1  | Italia (bandiera)             | P     | Alex Meret      |
| 2  | Francia (bandiera)            | D     | Kévin Malcuit   |
| 3  | RD del Congo (bandiera)       | D     | Axel Tuanzebe   |
| 4  | Germania (bandiera)           | C     | Diego Demme     |
| 5  | Brasile (bandiera)            | D     | Juan Jesus      |
| 6  | Portogallo (bandiera)         | D     | Mário Rui       |
| 7  | Macedonia del Nord (bandiera) | C     | Eljif Elmas     |
| 8  | Spagna (bandiera)             | C     | Fabián Ruiz     |
| 9  | Nigeria (bandiera)            | A     | Victor Osimhen  |
| 11 | Messico (bandiera)            | A     | Hirving Lozano  |
| 12 | Italia (bandiera)             | P     | Davide Marfella |
| 13 | Kosovo (bandiera)             | D     | Amir Rrahmani   |
| 14 | Belgio (bandiera)             | A     | Dries Mertens   |
| 15 | Italia (bandiera)             | C     | Luca Palmiero   |
| 20 | Polonia (bandiera)            | C     | Piotr Zieliński |

| N. |                       | Ruolo | Calciatore                        |
| -- | --------------------- | ----- | --------------------------------- |
| 21 | Italia (bandiera)     | A     | Matteo Politano                   |
| 22 | Italia (bandiera)     | D     | Giovanni Di Lorenzo               |
| 24 | Italia (bandiera)     | A     | Lorenzo Insigne (capitano)        |
| 25 | Colombia (bandiera)   | P     | David Ospina                      |
| 26 | Senegal (bandiera)    | D     | Kalidou Koulibaly (vice capitano) |
| 31 | Algeria (bandiera)    | D     | Faouzi Ghoulam                    |
| 33 | Algeria (bandiera)    | A     | Adam Ounas                        |
| 37 | Italia (bandiera)     | A     | Andrea Petagna                    |
| 44 | Grecia (bandiera)     | D     | Kōstas Manōlas                    |
| 59 | Italia (bandiera)     | D     | Alessandro Zanoli                 |
| 68 | Slovacchia (bandiera) | C     | Stanislav Lobotka                 |
| 70 | Italia (bandiera)     | A     | Gianluca Gaetano                  |
| 73 | Italia (bandiera)     | A     | Antonio Cioffi                    |
| 99 | Camerun (bandiera)    | C     | André-Frank Anguissa              |

## Calciomercato

### Sessione estiva (dal 1º luglio al 31 agosto)
| Acquisti         | Acquisti             | Acquisti       | Acquisti                              |
| R.               | Nome                 | da             | Modalità                              |
| ---------------- | -------------------- | -------------- | ------------------------------------- |
| P                | Davide Marfella      | Bari           | definitivo                            |
| D                | Juan Jesus           |                | svincolato                            |
| D                | Kévin Malcuit        | Fiorentina     | fine prestito                         |
| D                | Alessandro Zanoli    | Legnago        | fine prestito                         |
| C                | André-Frank Anguissa | Fulham         | prestito con diritto di riscatto      |
| A                | Adam Ounas           | Crotone        | fine prestito                         |
| Altre operazioni |                      |                |                                       |
| R.               | Nome                 | da             | Modalità                              |
| D                | Filippo Costa        | Virtus Entella | fine prestito                         |
| D                | Sebastiano Luperto   | Crotone        | fine prestito                         |
| D                | Francesco Mezzoni    | Pro Vercelli   | fine prestito                         |
| C                | Michael Folorunsho   | Reggina        | fine prestito                         |
| C                | Gianluca Gaetano     | Cremonese      | fine prestito                         |
| C                | Zinédine Machach     | VVV-Venlo      | fine prestito                         |
| C                | Luca Palmiero        | Chievo         | fine prestito                         |
| A                | Leonardo Candellone  | Bari           | fine prestito                         |
| A                | Amato Ciciretti      | Chievo         | fine prestito                         |
| A                | Matteo Politano      | Napoli         | riscatto, definitivo (21,1 milioni €) |
| A                | Gennaro Tutino       | Salernitana    | fine prestito                         |
| A                | Alessio Zerbin       | Pro Vercelli   | fine prestito                         |

| Cessioni         | Cessioni            | Cessioni  | Cessioni                         |
| R.               | Nome                | a         | Modalità                         |
| ---------------- | ------------------- | --------- | -------------------------------- |
| P                | Nikita Contini      | Crotone   | prestito                         |
| D                | Elseid Hysaj        |           | svincolato                       |
| D                | Nikola Maksimović   |           | svincolato                       |
| C                | Tiémoué Bakayoko    | Chelsea   | fine prestito                    |
| C                | Karim Zedadka       | Charleroi | prestito con diritto di riscatto |
| Altre operazioni |                     |           |                                  |
| R.               | Nome                | a         | Modalità                         |
| D                | Sebastiano Luperto  | Empoli    | prestito con diritto di riscatto |
| D                | Francesco Mezzoni   | Pistoiese | prestito                         |
| C                | Michael Folorunsho  | Pordenone | prestito                         |
| C                | Gianluca Gaetano    | Cremonese | prestito                         |
| C                | Valerio Labriola    | Taranto   | prestito                         |
| C                | Zinédine Machach    | Honvéd    | prestito con diritto di riscatto |
| C                | Luca Palmiero       | Cosenza   | prestito                         |
| A                | Leonardo Candellone | Südtirol  | prestito                         |
| A                | Amato Ciciretti     | Pordenone | definitivo                       |
| A                | Gennaro Tutino      | Parma     | prestito con obbligo di riscatto |
| A                | Alessio Zerbin      | Frosinone | prestito                         |

### Sessione invernale(dal 3 gennaio al 31 gennaio)
| Acquisti         | Acquisti            | Acquisti              | Acquisti             |
| R.               | Nome                | da                    | Modalità             |
| ---------------- | ------------------- | --------------------- | -------------------- |
| D                | Axel Tuanzebe       | Manchester Utd        | prestito             |
| Altre operazioni |                     |                       |                      |
| R.               | Nome                | da                    | Modalità             |
| P                | Nikita Contini      | Crotone               | risoluzione prestito |
| C                | Michael Folorunsho  | Pordenone             | risoluzione prestito |
| A                | Leonardo Candellone | Südtirol              | risoluzione prestito |
| A                | Amin Younes         | Eintracht Francoforte | risoluzione prestito |

| Cessioni         | Cessioni            | Cessioni   | Cessioni                         |
| R.               | Nome                | a          | Modalità                         |
| ---------------- | ------------------- | ---------- | -------------------------------- |
| D                | Kōstas Manōlas      | Olympiacos | definitivo                       |
| Altre operazioni |                     |            |                                  |
| R.               | Nome                | a          | Modalità                         |
| P                | Nikita Contini      | Vicenza    | prestito                         |
| D                | Filippo Costa       | Parma      | prestito con diritto di riscatto |
| D                | Jonathan Spedalieri | Fermana    | definitivo                       |
| C                | Michael Folorunsho  | Reggina    | prestito                         |
| A                | Leonardo Candellone | Pordenone  | prestito                         |
| A                | Amin Younes         | Al-Ettifaq | definitivo                       |

## Risultati

### Serie A

#### Girone di andata
| Arbitro: | Aureliano (Bologna) |

|                                 |           |  |
| L. Insigne 62’ (rig.) Elmas 72’ | Marcatori |  |

| Arbitro: | Di Bello (Brindisi) |

|              |           |                      |
| Cambiaso 69’ | Marcatori | 39’ Ruiz 84’ Petagna |

| Arbitro: | Irrati (Pistoia) |

|                            |           |            |
| Politano 57’ Koulibaly 85’ | Marcatori | 10’ Morata |

| Arbitro: | Manganiello (Pinerolo) |

|  |           |                                                   |
|  | Marcatori | 24’ Osimhen 35’ Rrahmani 52’ Koulibaly 84’ Lozano |

| Arbitro: | Valeri (Roma) |

|  |           |                                         |
|  | Marcatori | 10’, 50’ Osimhen 39’ Ruiz 59’ Zieliński |

| Arbitro: | Piccinini (Forlì) |

|                                   |           |  |
| Osimhen 11’ L. Insigne 57’ (rig.) | Marcatori |  |

| Arbitro: | Sozza (Seregno) |

|                     |           |                         |
| Martínez Quarta 28’ | Marcatori | 39’ Lozano 50’ Rrahmani |

| Arbitro: | Sacchi (Macerata) |

|             |           |  |
| Osimhen 81’ | Marcatori |  |

| Roma 24 ottobre 2021, ore 18:00 CEST 9ª giornata | Roma            | 0 – 0 referto | Napoli | Stadio Olimpico (47 801 spett.)\| Arbitro: \| Massa (Imperia) \| |
| Arbitro:                                         | Massa (Imperia) |               |        |                                                                  |

| Arbitro: | Serra (Torino) |

|                                            |           |  |
| Ruiz 18’ L. Insigne 41’ (rig.), 62’ (rig.) | Marcatori |  |

| Arbitro: | Fabbri (Ravenna) |

|  |           |               |
|  | Marcatori | 61’ Zieliński |

| Arbitro: | Ayroldi (Molfetta) |

|                |           |             |
| Di Lorenzo 18’ | Marcatori | 13’ Simeone |

| Arbitro: | Valeri (Roma) |

|                                                |           |                           |
| Çalhanoğlu 25’ (rig.) Perišić 44’ Martínez 61’ | Marcatori | 17’ Zieliński 79’ Mertens |

| Arbitro: | Orsato (Schio) |

|                                        |           |  |
| Zieliński 7’ Mertens 10’, 29’ Ruiz 85’ | Marcatori |  |

| Arbitro: | Pezzuto (Lecce) |

|                             |           |                      |
| Scamacca 71’ G. Ferrari 89’ | Marcatori | 51’ Ruiz 59’ Mertens |

| Arbitro: | Mariani (Aprilia) |

|                           |           |                                         |
| Zielinski 40’ Mertens 47’ | Marcatori | 7’ Malinovs'kyj 66’ Demiral 71’ Freuler |

| Arbitro: | Marinelli (Tivoli) |

|  |           |             |
|  | Marcatori | 70’ Cutrone |

| Arbitro: | Massa (Imperia) |

|  |           |          |
|  | Marcatori | 5’ Elmas |

| Arbitro: | Massimi (Termoli) |

|  |           |                       |
|  | Marcatori | 37’ (aut.) Juan Jesus |

#### Girone di ritorno
| Arbitro: | Sozza (Seregno) |

|            |           |             |
| Chiesa 54’ | Marcatori | 23’ Mertens |

| Arbitro: | Di Bello (Brindisi) |

|             |           |  |
| Petagna 43’ | Marcatori |  |

| Arbitro: | Marinelli (Tivoli) |

|  |           |                 |
|  | Marcatori | 20’, 47’ Lozano |

| Arbitro: | Pairetto (Nichelino) |

|                                                                        |           |               |
| Juan Jesus 17’ Mertens 45+4’ (rig.) Rrahmani 47’ L. Insigne 53’ (rig.) | Marcatori | 33’ Bonazzoli |

| Arbitro: | Mariani (Aprilia) |

|  |           |                            |
|  | Marcatori | 59’ Osimhen 90+10’ Petagna |

| Arbitro: | Doveri (Roma) |

|                      |           |           |
| L. Insigne 7’ (rig.) | Marcatori | 47’ Džeko |

| Arbitro: | Sozza (Seregno) |

|             |           |             |
| Pereiro 58’ | Marcatori | 87’ Osimhen |

| Arbitro: | Di Bello (Brindisi) |

|           |           |                           |
| Pedro 88’ | Marcatori | 62’ L. Insigne 90+4’ Ruiz |

| Arbitro: | Orsato (Schio) |

|  |           |            |
|  | Marcatori | 49’ Giroud |

| Arbitro: | Doveri (Roma) |

|             |           |                  |
| Faraoni 77’ | Marcatori | 14’, 71’ Osimhen |

| Arbitro: | Fourneau (Roma) |

|                  |           |              |
| Osimhen 52’, 63’ | Marcatori | 22’ Deulofeu |

| Arbitro: | Di Bello (Brindisi) |

|             |           |                                              |
| De Roon 58’ | Marcatori | 14’ (rig.) L. Insigne 37’ Politano 81’ Elmas |

| Arbitro: | Mariani (Aprilia) |

|                         |           |                                   |
| Mertens 58’ Osimhen 84’ | Marcatori | 29’ González 66’ Ikoné 72’ Cabral |

| Arbitro: | Di Bello (Brindisi) |

|                       |           |                   |
| L. Insigne 11’ (rig.) | Marcatori | 90+1’ El Shaarawy |

| Arbitro: | Marinelli (Tivoli) |

|                                  |           |                            |
| Henderson 80’ Pinamonti 83’, 88’ | Marcatori | 44’ Mertens 53’ L. Insigne |

| Arbitro: | Rapuano (Rimini) |

|                                                                   |           |           |
| Koulibaly 7’ Osimhen 15’ Lozano 19’ Mertens 21’, 54’ Rrahmani 80’ | Marcatori | 87’ Lopez |

| Arbitro: | Prontera (Bologna) |

|  |           |          |
|  | Marcatori | 73’ Ruiz |

| Arbitro: | Fabbri (Ravenna) |

|                                               |           |  |
| Osimhen 32’ L. Insigne 65’ (rig.) Lobotka 81’ | Marcatori |  |

| Arbitro: | Marchetti (Ostia Lido) |

|  |           |                                     |
|  | Marcatori | 4’ Politano 25’ Zieliński 36’ Demme |

### Coppa Italia

#### Fase finale
| Arbitro: | Ayroldi (Molfetta) |

|                           |           |                                                               |
| Mertens 44’ Petagna 90+5’ | Marcatori | 41’ Vlahović 57’ Biraghi 105+1’ Venuti 108’ Piątek 119’ Maleh |

### UEFA Europa League

#### Fase a gironi
| Arbitro: | Martins |

|                     |           |                  |
| Pérez 9’ Barnes 64’ | Marcatori | 69’, 87’ Osimhen |

| Arbitro: | Kružliak |

|                        |           |                             |
| Elmas 1’ Osimhen 90+4’ | Marcatori | 55’, 90’ Promes 80’ Ignatov |

| Arbitro: | Del Cerro Grande |

|                                        |           |  |
| Insigne 76’ Osimhen 80’ Politano 90+5’ | Marcatori |  |

| Arbitro: | Visser |

|            |           |                                                              |
| Emreli 10’ | Marcatori | 51’ (rig.) Zieliński 75’ (rig.) Mertens 79’ Lozano 90’ Ounas |

| Arbitro: | Turpin |

|                        |           |           |
| Sobolev 3’ (rig.), 28’ | Marcatori | 64’ Elmas |

| Arbitro: | Mateu Lahoz |

|                         |           |                             |
| Ounas 4’ Elmas 24’, 53’ | Marcatori | 27’ Evans 33’ Dewsbury-Hall |

#### Fase a eliminazione diretta
| Arbitro: | Kovács |

|                   |           |               |
| Torres 59’ (rig.) | Marcatori | 29’ Zieliński |

| Arbitro: | Karasëv |

|                                 |           |                                                       |
| Insigne 23’ (rig.) Politano 87’ | Marcatori | 8’ Jordi Alba 13’ F. De Jong 45’ Piqué 59’ Aubameyang |

## Statistiche finali

### Statistiche di squadra
| Competizione       | Punti | In casa | In casa | In casa | In casa | In casa | In casa | In trasferta | In trasferta | In trasferta | In trasferta | In trasferta | In trasferta | Totale | Totale | Totale | Totale | Totale | Totale | DR  |
| Competizione       | Punti | G       | V       | N       | P       | Gf      | Gs      | G            | V            | N            | P            | Gf           | Gs           | G      | V      | N      | P      | Gf     | Gs     | DR  |
| ------------------ | ----- | ------- | ------- | ------- | ------- | ------- | ------- | ------------ | ------------ | ------------ | ------------ | ------------ | ------------ | ------ | ------ | ------ | ------ | ------ | ------ | --- |
| Serie A            | 79    | 19      | 11      | 3       | 5       | 37      | 16      | 19           | 13           | 4            | 2            | 37           | 15           | 38     | 24     | 7      | 7      | 74     | 31     | +43 |
| Coppa Italia       | -     | 1       | 0       | 0       | 1       | 2       | 5       | -            | -            | -            | -            | -            | -            | 1      | 0      | 0      | 1      | 2      | 5      | -3  |
| UEFA Europa League | 10    | 4       | 2       | 0       | 2       | 10      | 9       | 4            | 1            | 2            | 1            | 8            | 6            | 8      | 3      | 2      | 3      | 18     | 15     | +3  |
| Totale             | -     | 24      | 13      | 3       | 8       | 49      | 30      | 23           | 14           | 6            | 3            | 45           | 21           | 47     | 27     | 9      | 11     | 94     | 51     | +43 |

### Andamento in campionato
| Giornata  | 1 | 2 | 3 | 4 | 5 | 6 | 7 | 8 | 9 | 10 | 11 | 12 | 13 | 14 | 15 | 16 | 17 | 18 | 19 | 20 | 21 | 22 | 23 | 24 | 25 | 26 | 27 | 28 | 29 | 30 | 31 | 32 | 33 | 34 | 35 | 36 | 37 | 38 |
| --------- | - | - | - | - | - | - | - | - | - | -- | -- | -- | -- | -- | -- | -- | -- | -- | -- | -- | -- | -- | -- | -- | -- | -- | -- | -- | -- | -- | -- | -- | -- | -- | -- | -- | -- | -- |
| Luogo     | C | T | C | T | T | C | T | C | T | C  | T  | C  | T  | C  | T  | C  | C  | T  | C  | T  | C  | T  | C  | T  | C  | T  | T  | C  | T  | C  | T  | C  | C  | T  | C  | T  | C  | T  |
| Risultato | V | V | V | V | V | V | V | V | N | V  | V  | N  | P  | V  | N  | P  | P  | V  | P  | N  | V  | V  | V  | V  | N  | N  | V  | P  | V  | V  | V  | P  | N  | P  | V  | V  | V  | V  |
| Posizione | 1 | 1 | 1 | 1 | 1 | 1 | 1 | 1 | 1 | 1  | 1  | 1  | 1  | 1  | 1  | 3  | 4  | 2  | 3  | 3  | 3  | 3  | 2  | 2  | 3  | 3  | 1  | 3  | 2  | 2  | 2  | 3  | 3  | 3  | 3  | 3  | 3  | 3  |

Fonte:  Serie A – Classifica, su legaseriea.it.
Legenda:

Luogo: C = Casa; T = Trasferta. Risultato: V = Vittoria; N = Pareggio; P = Sconfitta.

### Statistiche dei giocatori
| Giocatore      | Serie A  | Serie A | Serie A     | Serie A    | Coppa Italia | Coppa Italia | Coppa Italia | Coppa Italia | Europa League | Europa League | Europa League | Europa League | Totale   | Totale | Totale      | Totale     |
| Giocatore      | Presenze | Reti    | Ammonizioni | Espulsioni | Presenze     | Reti         | Ammonizioni  | Espulsioni   | Presenze      | Reti          | Ammonizioni   | Espulsioni    | Presenze | Reti   | Ammonizioni | Espulsioni |
| -------------- | -------- | ------- | ----------- | ---------- | ------------ | ------------ | ------------ | ------------ | ------------- | ------------- | ------------- | ------------- | -------- | ------ | ----------- | ---------- |
| A.-F. Anguissa | 25       | 0       | 5           | 0          | 0            | 0            | 0            | 0            | 5             | 0             | 1             | 0             | 30       | 0      | 6           | 0          |
| A. Cioffi      | 0        | 0       | 0           | 0          | 1            | 0            | 0            | 0            | 0             | 0             | 0             | 0             | 1        | 0      | 0           | 0          |
| N. Contini     | 0        | 0       | 0           | 0          | 0            | 0            | 0            | 0            | 0             | 0             | 0             | 0             | 0        | 0      | 0           | 0          |
| D. Demme       | 19       | 1       | 4           | 0          | 1            | 0            | 0            | 0            | 5             | 0             | 1             | 0             | 25       | 1      | 5           | 0          |
| G. Di Lorenzo  | 33       | 1       | 3           | 0          | 1            | 0            | 0            | 0            | 8             | 0             | 2             | 0             | 42       | 1      | 5           | 0          |
| E. Elmas       | 37       | 3       | 3           | 0          | 1            | 0            | 0            | 0            | 8             | 4             | 1             | 0             | 46       | 7      | 4           | 0          |
| G. Gaetano     | 2        | 0       | 0           | 0          | 0            | 0            | 0            | 0            | 0             | 0             | 0             | 0             | 2        | 0      | 0           | 0          |
| F. Ghoulam     | 14       | 0       | 1           | 0          | 1            | 0            | 0            | 0            | 1             | 0             | 0             | 0             | 16       | 0      | 1           | 0          |
| L. Insigne     | 32       | 11      | 2           | 0          | 0            | 0            | 0            | 0            | 5             | 2             | 0             | 0             | 37       | 13     | 2           | 0          |
| J. Jesus       | 21       | 1       | 1           | 0          | 1            | 0            | 0            | 0            | 6             | 0             | 1             | 0             | 28       | 1      | 2           | 0          |
| K. Koulibaly   | 27       | 3       | 5           | 1          | 0            | 0            | 0            | 0            | 7             | 0             | 2             | 0             | 34       | 3      | 7           | 1          |
| S. Lobotka     | 23       | 1       | 2           | 0          | 1            | 0            | 0            | 0            | 2             | 0             | 0             | 0             | 26       | 1      | 2           | 0          |
| H. Lozano      | 30       | 5       | 4           | 0          | 1            | 0            | 0            | 1            | 6             | 1             | 0             | 0             | 37       | 6      | 4           | 1          |
| K. Malcuit     | 8        | 0       | 3           | 0          | 1            | 0            | 0            | 0            | 4             | 0             | 0             | 0             | 13       | 0      | 3           | 0          |
| K. Manōlas     | 4        | 0       | 1           | 0          | 0            | 0            | 0            | 0            | 3             | 0             | 2             | 0             | 7        | 0      | 3           | 0          |
| D. Marfella    | 1        | 0       | 0           | 0          | 0            | 0            | 0            | 0            | 0             | 0             | 0             | 0             | 1        | 0      | 0           | 0          |
| A. Meret       | 7        | -6      | 0           | 0          | 1            | -4           | 0            | 0            | 7             | -13           | 1             | 0             | 15       | -23    | 1           | 0          |
| D. Mertens     | 30       | 11      | 2           | 0          | 1            | 1            | 0            | 0            | 6             | 1             | 0             | 0             | 37       | 13     | 2           | 0          |
| V. Osimhen     | 27       | 14      | 5           | 1          | 0            | 0            | 0            | 0            | 5             | 4             | 0             | 0             | 32       | 18     | 5           | 1          |
| D. Ospina      | 31       | -25     | 1           | 0          | 1            | -1           | 0            | 0            | 1             | -2            | 0             | 0             | 33       | -28    | 1           | 0          |
| A. Ounas       | 15       | 0       | 1           | 0          | 0            | 0            | 0            | 0            | 6             | 2             | 0             | 0             | 21       | 2      | 1           | 0          |
| A. Petagna     | 24       | 3       | 1           | 0          | 1            | 1            | 0            | 0            | 7             | 0             | 1             | 0             | 32       | 4      | 2           | 0          |
| M. Politano    | 33       | 3       | 3           | 0          | 1            | 0            | 0            | 0            | 5             | 2             | 0             | 0             | 39       | 5      | 3           | 0          |
| A. Rrahmani    | 33       | 4       | 5           | 0          | 1            | 0            | 1            | 0            | 7             | 0             | 1             | 0             | 41       | 4      | 7           | 0          |
| M. Rui         | 34       | 0       | 7           | 0          | 0            | 0            | 0            | 0            | 5             | 0             | 0             | 1             | 39       | 0      | 7           | 1          |
| F. Ruiz        | 32       | 7       | 2           | 0          | 1            | 0            | 2            | 1            | 5             | 0             | 3             | 0             | 38       | 7      | 7           | 1          |
| A. Tuanzebe    | 1        | 0       | 0           | 0          | 1            | 0            | 1            | 0            | 0             | 0             | 0             | 0             | 2        | 0      | 1           | 0          |
| A. Zanoli      | 12       | 0       | 2           | 0          | 0            | 0            | 0            | 0            | 1             | 0             | 0             | 0             | 13       | 0      | 2           | 0          |
| P. Zieliński   | 35       | 6       | 1           | 0          | 0            | 0            | 0            | 0            | 7             | 2             | 1             | 0             | 42       | 8      | 2           | 0          |